# Alfonso Romero Mesa

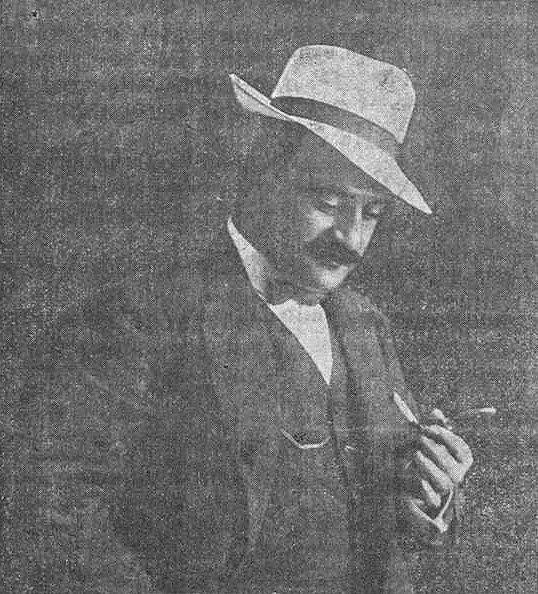
Retrato del pintor escenógrafo Alfonso Romero

Alfonso Romero Mesa (Montellano, 1882-Madrid, 1940) fue un pintor y ceramista español. Junto con Enrique Guijo y Juan Ruiz de Luna representa la edad de oro de la historia de la azulejería urbana en Madrid. Destaca, en volumen de obra cerámica, su trabajo con el arquitecto José Espelius en la azulejería de la plaza de toros de Las Ventas, entre 1922 y 1929.

## Biografía
Nacido en una familia humilde de la localidad sevillana de Montellano, entró como aprendiz en el taller de escenografía de Joaquín Fernández Acosta, y con apenas catorce años tomó contacto con el mundo de la cerámica al entrar a trabajar en 1896 en la fábrica de Mensaque Hermanos de la capital hispalense; en ella conoció a su primer maestro, Antonio Pelayo -y es posible que también a Guijo-, antes de trasladarse en Madrid en 1906-7, para entrar en el estudio de Luis Muriel, escenógrafo del Teatro Real.
Tras establecerse de forma definitiva en la capital de España en 1913, y ya a partir de 1915, Romero colaboró con Guijo en su taller de la calle Mayor, 80, trabajando en paneles para el Metro de Madrid. Seseña informa de que el grueso de su producción se cocía en el horno que los Mensaque habían instalado en el Puente de Vallecas, hasta que a raíz de su ruptura con Guijo por la concesión a Romero del encargo de decorar la Monumental de Las Ventas, montó horno propio en su casa de la calle del Rollo y luego en un solar de la vallecana calle de Rodríguez Espinosa; en esos años le acompañaba en el alfar su sobrino Alfonso Córdoba Romero, llegado a Madrid en 1915 como estudiante de Bellas Artes en San Fernando.
Alfonso Romero Mesa permaneció en Madrid durante la Guerra Civil, falleciendo nueve meses después de agotada la contienda.

## Obra urbana
Aunque buena parte de su obra en la decoración comercial urbana ha sido expoliada y desaparecida, quedan cuatro ejemplos notables en las fachadas de las bodegas “Rosell” y “La Ardosa”, en Villa Rosa (con 12 paneles muy coloristas a partir de un boceto de Ruiz de Luna), y en el interior de Los Gabrieles. Junto con Ruiz de Luna y Guijo firmó, entre 1917 y 1930, algunos ejemplos mayores del uso publicitario del azulejo en el comercio madrileño, como los referidos paneles exteriores de gusto costumbrista del colmado y tablao flamenco "Villa Rosa"; y los techos y cuadros del bar Los Gabrieles, «Capilla Sixtina» del azulejo madrileño.

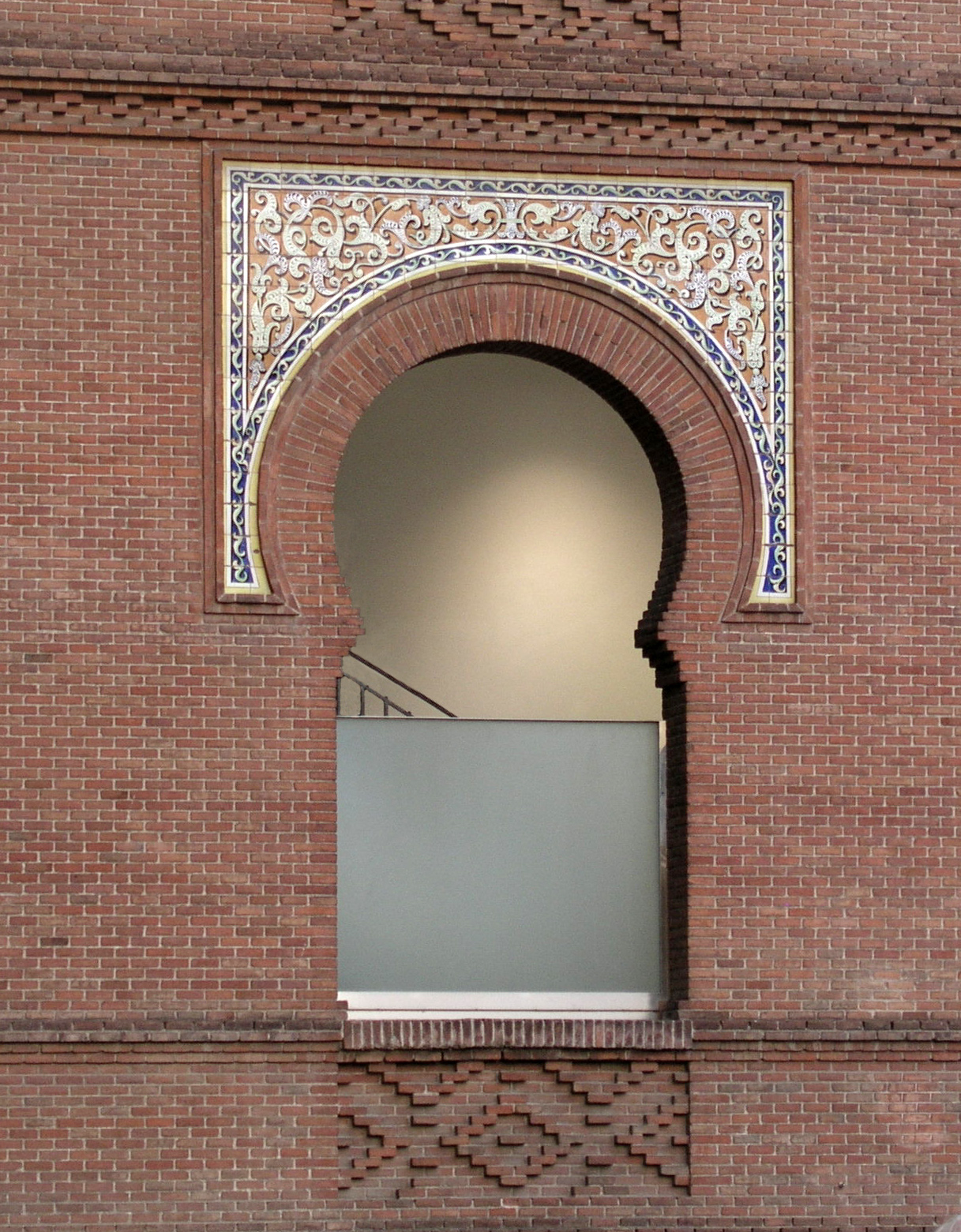
Arco de herradura con azulejería en el exterior de la plaza de toros de Las Ventas.
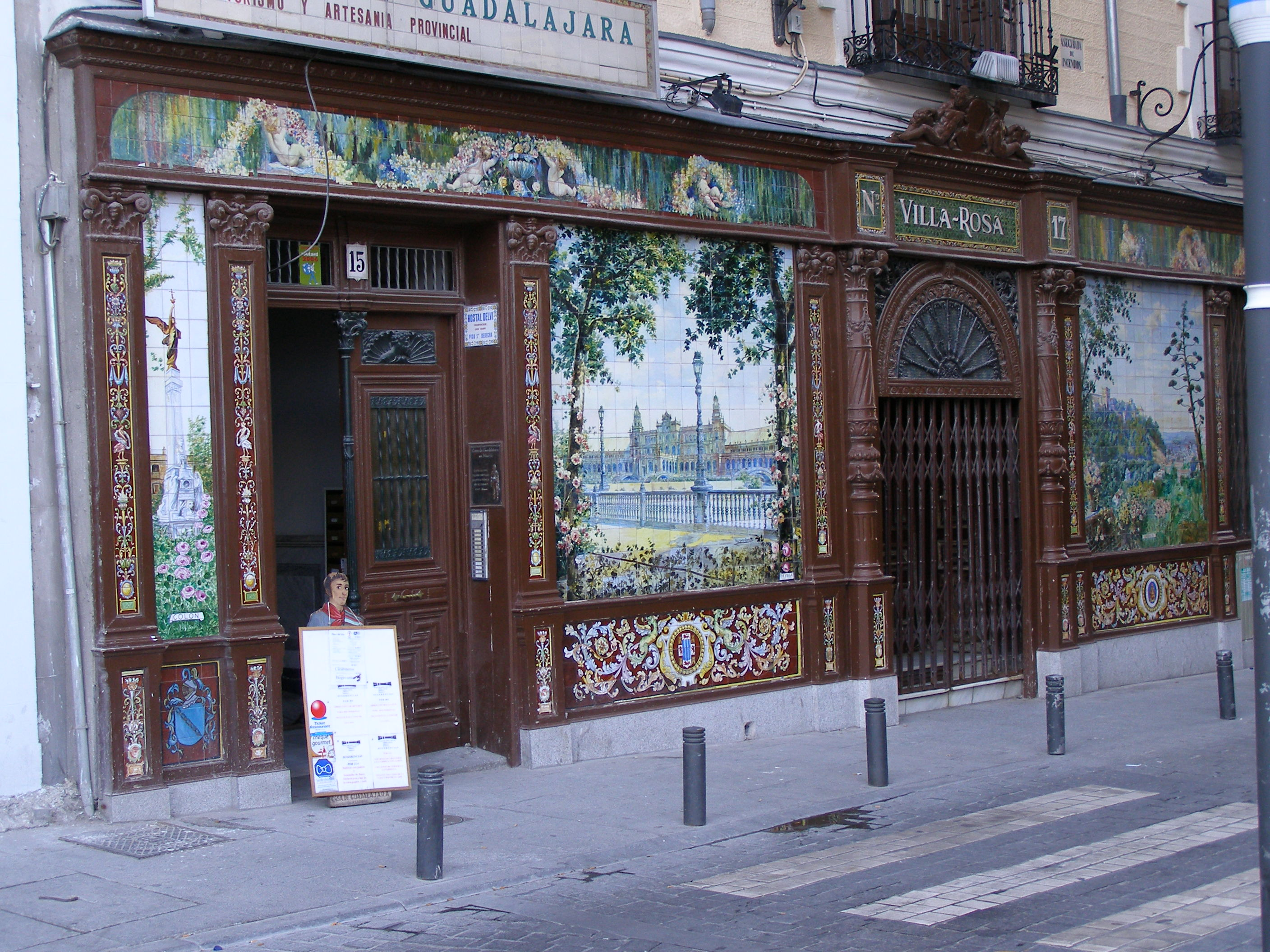
Los paneles exteriores de Villa Rosa (1928), en la Plaza de Santa Ana.
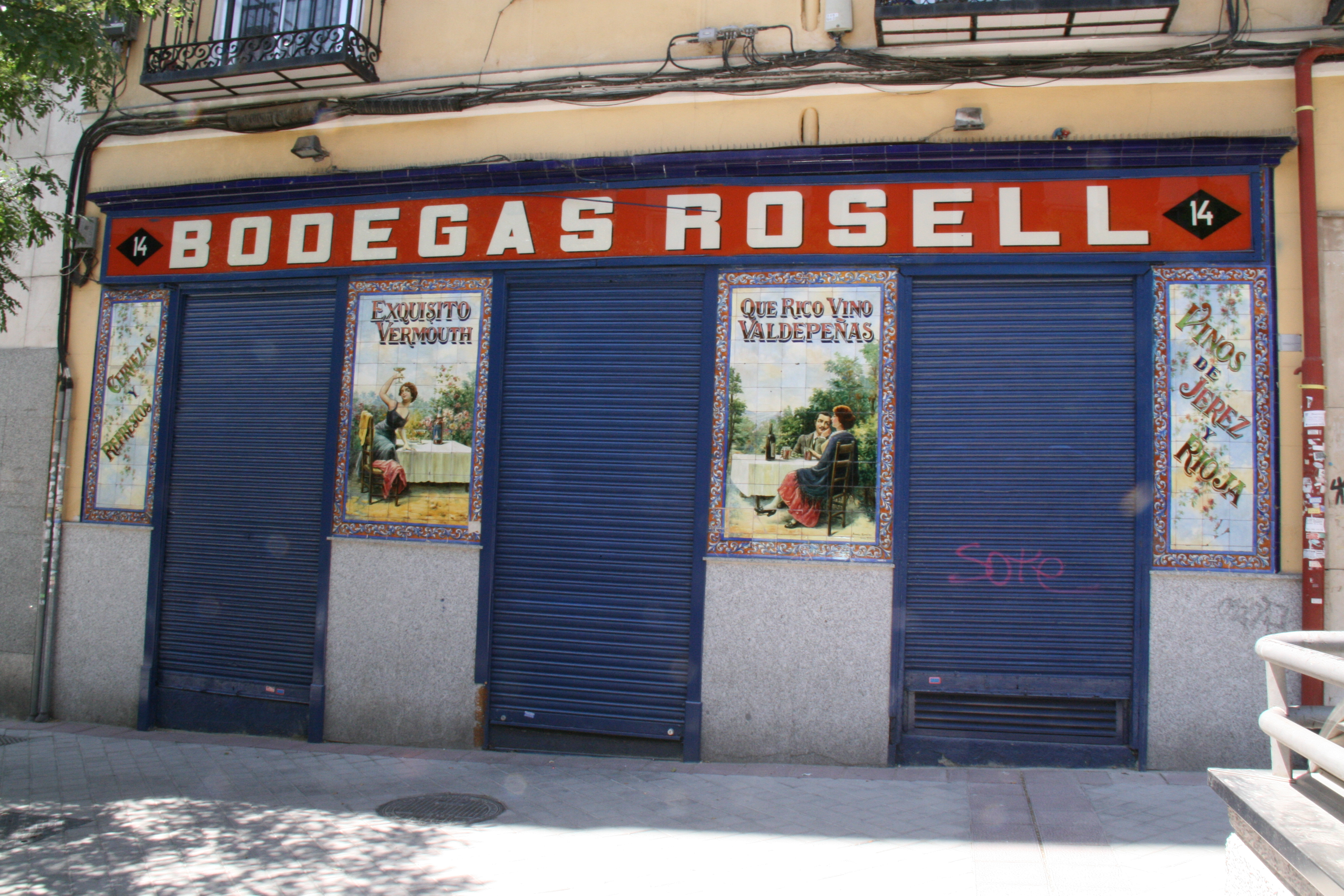
Fachada de las Bodegas Rosell, en la calle General Lacy, 14.